# 천북 역암층
천북 역암층(Tcc; Tertiary Cheonbuk conglomerate formation, 川北 礫巖層)은 대한민국 포항 분지 내 분포하는 신생대 마이오세의 퇴적암 지층이다. 천북 역암층은 연일층군의 기저 역암층이며 거의 남-북 내지 북동 10°의 주향으로 연일읍 달전리, 흥해읍 대련리와 경주시 강동면 단구리, 흥해읍과 신강면의 경계 지역, 흥해읍 덕성리 서부, 청하면 고현리와 서정리 서부, 송라면 상송리, 대전리 동부를 지나 영덕군 남정면 양성리까지 길게 이어진다.

## 암상
포항 지질도폭(1964)에 의하면 주로 역암으로 구성되며 간간히 사암과 셰일을 협재한다. 본 지층 하부의 역(礫)들은 대체로 원마되지 않은 각력들이 많으며 역의 종류는 화산암류가 적고 퇴적암류가 대다수이며 이는 회(백)색 사암, 자색 셰일, 흑색 셰일과 규암, 규장암의 역들이다. 역의 크기는 1 m 가 되는 것도 있으며 보통 10~30 cm인 것이 대부분이다. 본 층 하부의 약 100 m 상위부터 약 50 m 까지는 역의 종류는 대동소이하나 훨씬 원마된 것들이 많고 자색 셰일의 역은 현저히 감소하고 사암의 역이 대부분이다. 역의 크기도 10 cm 내외인 것이 많다. 여기서 다시 20 m 상위까지는 최하부의 경우와 마찬가지로 원마도가 낮은 각력들이 나타나며 역의 크기는 20 cm 내외의 것이 많다. 최상부에는 다시 잘 원마된 역들이 많이 있다. 본 지층은 석영 반암과 흑운모 화강암 및 규장암을 부정합으로 피복하며 지층의 두께는 대체로 200~350 m이다. 지층의 경사는 대체로 동쪽으로 15~20° 내외이나 때로 50° 정도로 급하게 기울기도 한다.
청하 지질도폭(1964)에 의하면 가송동층 상부 도계리층원을 부정합으로 덮으나 청하면 고현리에서는 가송동층 하부 청계리층원을 부정합으로 덮는다. 본 지층은 주로 역암으로 구성되며 사암과 이암이 협재된다. 역암은 경상 누층군 가송동층의 역(礫)이 많으며 주로 회색의 사암, 이암, 자색 셰일, 석영조면암의 역으로 구성된다. 역의 크기는 직경 10~20 cm가 보통이나 1 m 내외의 거력(巨礫)도 있어 분급이 불충분하고 원마도도 적다. 본 층의 하부는 원마도가 높은 역으로 구성되며 그 상부에 원마도가 불량한 층이 호층을 이루다가 최상부는 비교적 원마도가 높은 역이 분포하다. 지층의 두께는 100 m 정도이나 송라면 상송리에서는 150 m로 두꺼워진다. 지층의 주향은 북동 20~30°이며 경사는 남동 20°이다. 청하면 금정리 부근 역암층 중에 협재된 흑색 사질셰일 지층에서 불량한 패류(貝類)의 화석이 산출된다.

## 화석
허민과 백광호(1992)는 포항 분지 서정리 지역에 분포하는 마이오세 천북 역암의 상부층준 세립질 사암에서 총 21속 28종의 개형충 화석을 보고하였다. 이 지역은 퇴적 당시 냉-온해류의 영향을 받은 천수공해 환경으로 추정되었다.
허민과 백광호(1993)는 경주시 강동면 단구리와 포항시 남구 연일읍 학전리에 분포하는 천북 역암층과 학림층의 패충류(ostracods)화석을 통해 28종 21속의 화석을 인지하고 수온이 내려갔으며 퇴적 환경이 개방된 해안, 이후 개방된 얕은 바다였던 것으로 해석하였다.
허민 외(1994)는 경주시 천북면 물천리의 용골 단면에 두께 33 m로 드러난 천북 역암에서 Urocythereis cf. gorokuensis (Ishizaki, 1966, 24개체), Cythere (19개체), Callistocythere sp., Baffinicythere sp. (10개체), Ambostracon ikeyai (Yajima, 1978, 8개체) 등의 개형충 화석을 총 114개체 발견하였다.
백광호 외(1995)는 경주시 강동면 단구리의 전곡저수지 동측 계곡과 포항시 청하면 서정리의 천북역암에서 유공충 화석을 발견하였다. 퇴적 환경은 수심 50 m 이내의 천해의 환경이었던 것으로 분석되었다.

## 노두
경주시 천북면 물천리 지역 천북 역암층에는 아래 사진과 같이 울산 단층대의 역단층 노두가 드러나 있으며 천북 역암층이 고각으로 경사져 있다.
경주시 천북면 물천리 지역 연일층군 천북 역암층과 역단층의 노두
- 노두 전경. 단층이 선명하게 드러나 있다.
- 역암층과 단층
북위 35° 52′ 29.7″ 동경 129° 17′ 00.4″ / 북위 35.874917°  동경 129.283444°
- 사진 속 30 cm 자가 있는 곳이 단층이다.
북위 35° 52′ 29.6″ 동경 129° 17′ 00.7″ / 북위 35.874889°  동경 129.283528°
- 휘어 있는 지층
북위 35° 52′ 29.8″ 동경 129° 17′ 00.7″ / 북위 35.874944°  동경 129.283528°
- 고각으로 경사한 지층 내에 발달하는 소규모 단층들
북위 35° 52′ 30.0″ 동경 129° 17′ 00.3″ / 북위 35.875000°  동경 129.283417°
- 단층 (자의 길이는 30 cm)
북위 35° 52′ 30.0″ 동경 129° 17′ 00.3″ / 북위 35.875000°  동경 129.283417°
- 주 단층의 단층핵 부분
북위 35° 52′ 30.1″ 동경 129° 16′ 59.8″ / 북위 35.875028°  동경 129.283278°
- 서쪽으로 고각 경사한 층리
북위 35° 52′ 30.6″ 동경 129° 17′ 01.3″ / 북위 35.875167°  동경 129.283694°

## 같이 보기
- 한국의 지질
- 포항 분지 연일층군
  - 학전층
  - 두호층
- 포항시의 지질
- 울산 단층